# Severni Seymour
Severni Seymour - (špansko: Isla Seymour Norte) je majhen otok v bližini Baltre na Galapaških otokih. Nastal je z geološkim dvigom.
Ime je dobil po angleškem plemiču, Sir Hughu Seymourju. Ima površino 1,9 km² in meri v višino največ 28 metrov. Prekrit je z grmičevjem in majhnim gozdom srebrnosivih dreves Palo Santo, ki so običajno brez listov in čakajo na dež, da se razcvetijo.
Ta otok je dom velike kolonije modronogih strmoglavcev. Na obalnih pečinah gnezdijo in lovijo lastovičji galebi in pelikani. Otok gosti tudi eno največjih kolonij ptic burnic, ki tukaj tudi gnezdijo. Od druge favne so prisotni morski levi in morski legvani.
- Seymour Norte
- Vegetacija na otoku Severni Seymour
- Burnica gnezdi
- Modronogi strmoglavec
- Ritual parjenja lastovičjih galebov
- Morski legvan